# Lia Frank
Lia Frank (* 18. November 1921 als Lia Gerstein in Kaunas, Litauen; † 6. April 2012 in Berlin) war eine jüdische Psychologin, Lehrerin, Schriftstellerin, Lyrikerin und Übersetzerin. Sie selbst bezeichnete sich als „sowjetdeutsche Autorin“ oder „deutschsprachige Autorin aus Tadschikistan“.

## Leben
In Lia Franks Elternhaus wurde Deutsch gesprochen; die Eltern sprachen miteinander Jiddisch und konnten Russisch. Wegen seiner Polnischen Staatsbürgerschaft musste der Vater David Gerstein seine Lehrerstelle in Kaunas aufgeben.  Vom 4. bis zum 10. Lebensjahr wuchs sie bei Verwandten in Berlin auf. Anfang der 1930er Jahre fand der Vater eine Anstellung an einer jüdischen Schule mit Jiddisch als Unterrichtssprache und zog mit der Familie ins ostlettische Ludsen. Ihr Abitur legte Lia am dortigen lettischen (jüdischen) Gymnasium ab. Sie immatrikulierte sich 1940 an der Universität Lettlands für ein Jurastudium. Die Eltern kamen im Sommer 1941 nach Riga, um mit ihr Ferien an der Ostsee zu verbringen. Als die Wehrmacht den Deutsch-Sowjetischen Krieg begonnen hatte, erreichte die Familie im Juli 1941 wohl in letzter Minute einen Lazarettzug in die Sowjetunion, der sie nach Swerdlowsk im Ural brachte. Lia setzte ihr Studium an der Staatlichen Gorki-Universität des Uralgebiets fort und war eine Zeitlang als Rechtsanwältin in Swerdlowsk tätig; sie kehrte aber – mittlerweile verheiratet – 1945 nach Lettland zurück. 1960 übersiedelte sie wegen besserer Berufsaussichten mit ihrem Mann Lev/Leo und den beiden Söhnen nach Duschanbe, der Hauptstadt der Tadschikischen Sozialistischen Sowjetrepublik. An der Universität unterrichtete sie Latein und Deutsch. Sie schrieb nebenbei ihre Doktorarbeit in Psychologie und wurde 1969 in Moskau promoviert. Ihr Mann lehrte Kriminalistik. Nach seinem Tod kamen sie und ihr jüngerer Sohn Julij 1990 als jüdische Kontingentflüchtlinge nach Deutschland. Sie gelangte über Zittau und Sigmaringen (1993) nach Berlin (1998). Assaf, der ältere Sohn, lebt als Kardiologe in Israel. Lia konnte ihn 1991 besuchen, als sie mit einer deutschen Wissenschaftlerdelegation (Integration der Juden im Vergleich) nach Israel reiste. Sie starb im 91. Lebensjahr und wurde auf dem Jüdischen Friedhof Berlin-Weißensee beerdigt.
Bereits in den 1960er Jahren veröffentlichte Lia Frank in der Sowjetunion auf Deutsch verfasste Gedichte und Erzählungen, die sie in deutschsprachigen sowjetischen Zeitungen (Freundschaft, Neues Leben) und Verlagen in Kasachstan und Moskau veröffentlichen konnte. Seit Mitte der 1970er Jahre befasste sie sich intensiv mit japanischen Gedichtformen, besonders dem Haiku, was ihr internationale Anerkennung einbrachte. Ihre Texte sind klar strukturiert und kommentarlos auf die Aussage gerichtet. Die Ausdrucksweise ist präzise und knapp. Das bildhafte Kurzgedicht war die von ihr bevorzugte Form.
Dass sie bei den Russlanddeutschen veröffentlichte, hatte nur mit ihrer sprachlichen Zugehörigkeit zu tun.

## Mitgliedschaften
- Schriftstellerverband der UdSSR
- P.E.N.-Zentrum der Schriftstellerinnen und Schriftsteller im Exil deutschsprachiger Länder
- Deutsche Haiku-Gesellschaft

## Werke
- Improvisationen. Moskau 1973.
- Zaubersprüche (Gedichte und Gedichtübersetzungen). Alma-Ata 1976.
- Schönes Wetter heute. Alma-Ata 1985.
- Welt ohne Grenzen. Walchum 1987.
- Im raschelnden Laub. Göttingen 1990.
- Licht in die Stunden gestreut. Alma-Ata 1990.
- mit Peter Coryllis: Auf Flügeln der Zeit in Weite und Welt. Gedichte deutsch–russisch.  Walchum 1991.
- Ein Exodus. Von Duschanbe nach Zittau. Göttingen 1991.
- Verkannt und verbannt. Tecklenburg 1992.
- Das deutsche Haiku und seine Problematik: die Transzendenz. Sassenberg 1993.
- Das deutsche Haiku und seine Problematik: Silben und Moren. Sassenberg 1995.
- Buntes Fest des Abschieds. Sassenberg 1997.
- Die Kraniche ziehen. Lage-Hörste 2003.
- Das himmlische Kreuz. Erzählungen, hrsg. von Annelore Engel-Braunschmidt, Herford 2021.

## Herausgeberschaft
- Im rauhen Winde. Göttingen 1991.

## Übersetzungen
- Zwischen 1964 und 1990 zahlreiche Übersetzungen von Gedichten russischer, lettischer u. a Dichter und Dichterinnen in der Zeitschrift der Russlanddeutschen Neues Leben
- Übersetzungen von Gedichten aus dem Russischen (Jewtuschenko, Marschak, Okudschawa, Nora Jaworskaja, Alexander Sobolew, Omar Chayyām), Lettischen (Ziedonis, Vācietis, Čaks, Olga Lisovska) und Spanischen (Adolfo Marti) in: Zaubersprüche (S. 41–61), Alma-Ata 1976.
- Yosa Buson: Gesang vom Roß-Damm und ausgewählte Haiku, Gifu 1989 (übersetzt mit Tsutomu Itoh)
- Takuboku Ishikawa: Eine Handvoll Sand, Gifu 1987.
- Takuboku Ishikawa: Trauriges Spielzeug, Gifu-City 1987 (übersetzt mit Tsutomu Ito).